# 松訥博恩河
51°9′8.35″N 8°33′54.4″E / 51.1523194°N 8.565111°E

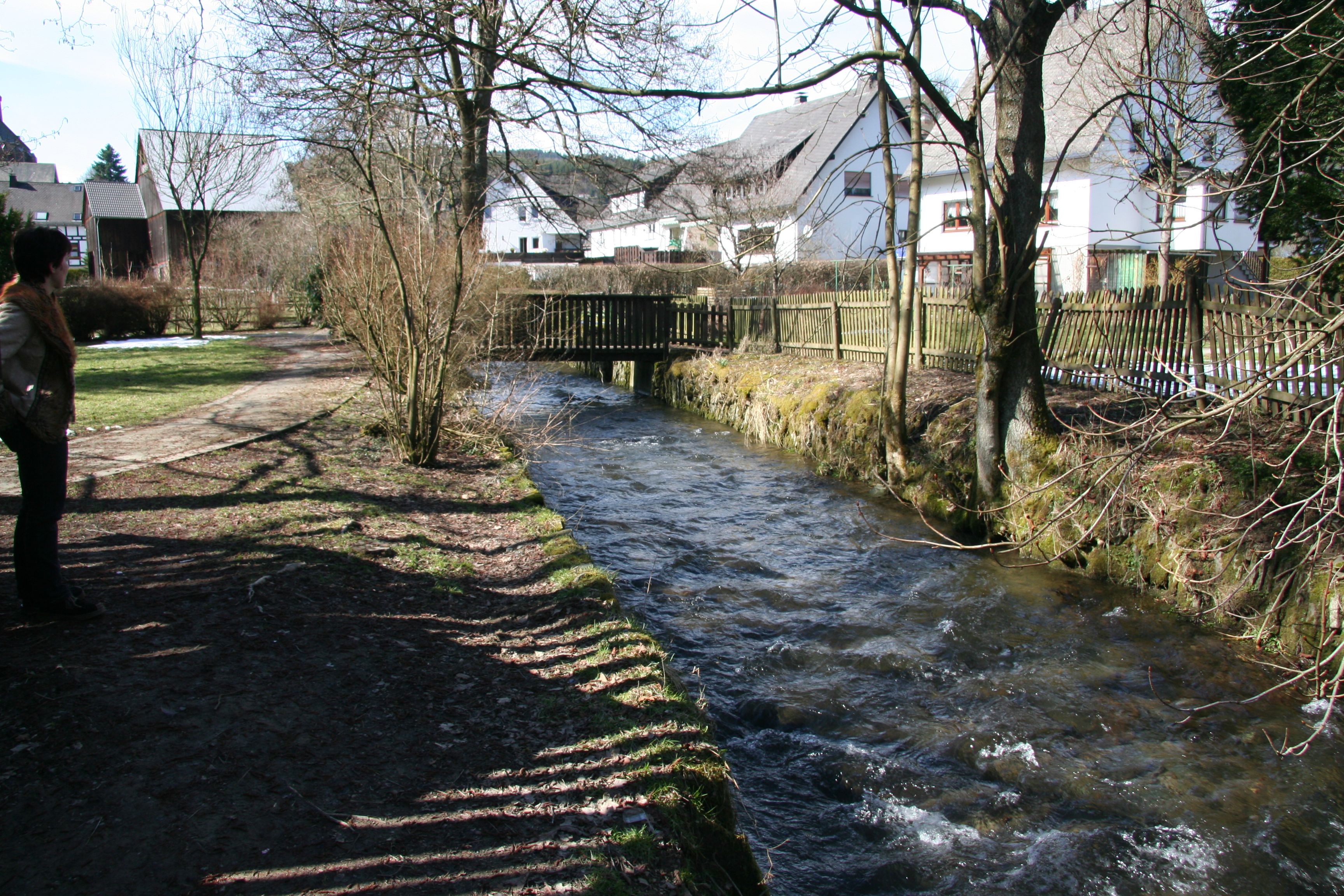

松訥博恩河（德語：Sonneborn），是德國的河流，位於該國西部，處於北萊茵-威斯特法倫州，屬於努訥河的支流，河道全長7.8公里，流域面積13.7平方公里。